# 太平川镇 (长岭县)
太平川镇，是中华人民共和国吉林省松原市长岭县下辖的一个乡镇级行政单位。

## 行政区划
太平川镇下辖以下地区：
迎宾街社区、站前街社区、新风路社区、长白路社区、岭川路社区、铁西村、铁北村、铁东村、风水村、蛤蟆沁村和双丰村。